# Matteo Amella
Matteo Amella (26 oktober 2001) is een Italiaans voormalig wielrenner.

## Carrière
In 2022 reed Amella, namens Team Corratec, onder meer de Ronde van Sibiu en een aantal Italiaanse najaarsklassiekers. Omdat zijn ploeg in 2023 een stap hogerop deed, werd Amella dat jaar prof. Zijn beste klassering in zijn eerste jaar als prof was een zestiende plaats in de Cupa Max Ausnit, een semi-professionele eendagskoers in Roemenië.

## Resultaten in voornaamste wedstrijden
|      | \| Jaar \| Ronde van Lombardije \| \| ---- \| -------------------- \| \| 2024 \| opgave \| |
| Jaar | Ronde van Lombardije                                                                       |
| 2024 | opgave                                                                                     |

## Ploegen
- 2022 –  Team Corratec
- 2023 –  Team Corratec-Selle Italia[a]
- 2024 –  Team Corratec-Vini Fantini

Amella · Baldaccini · Barać · Conti · Dalla Valle · Gandin · Iacchi · Konychev · Masotto · Murgano · Olivero · Ponomar (vanaf 10/8) · Quarterman · Quartucci · Stojnić · Stöckli · Tivani · Vacek · van Empel · Viviani · Zambelli · Darbellay (stagiair) · Debons (stagiair) · Tsarenko (stagiair)
Amella · Baldaccini · Balmer (vanaf 14/5) · Bonifazio · Conti · Darbellay · Debons · Carlos González (vanaf 31/3) · Iacchi · Mareczko · Masotto · Monaco · Murgano · Olivero · Padoen · Ponomar · Samudio (vanaf 1/8) · Quartucci · Sbaragli · Stewart · Stöckli · Tsarenko · van Empel · Viviani · Zambelli · Bögli (stagiair) · Parravano (stagiair) · Tissières (stagiair)